# Jarville-la-Malgrange
Jarville-la-Malgrange é uma comuna francesa na região administrativa do Grande Leste, no departamento de Meurthe-et-Moselle. Estende-se por uma área de 2.14 km², e possui 9.312 habitantes, segundo o censo de 2018, com uma densidade de 4.400 hab/km².